# Lunderskov Efterskole
Lunderskov Efterskole er en efterskole, som ligger i byen Lunderskov, byen ligger i Region Syddanmark og ligger også tæt på den større by Kolding.
Skolen fokuserer på performance og medier. Lunderskov Efterskole har følgende linjer som eleverne kan vælge i mellem:
- Filmproduktion
- Filmskuepil
- Webmedier
- DJ/Producer
- Design
- Dans
- Teater
- Musik
- Lyd og lys/teknik

Skolen afholder også det årlige Dolly Awards som er en filmkonkurrence for efterskoler. Lunderskov har vundet alle 4 år det har været. 2013 - 2017.
Skolen er fra 1979 og var tidligere en folkeskole. Folkeskolen blev dog lukket.

## Eksterne kilder og henvisninger
- Skolens websted

 Der er for få eller ingen kildehenvisninger i denne artikel, hvilket er et problem. Du kan hjælpe ved at angive troværdige kilder til de påstande, som fremføres i artiklen.